# Vladimir Ćorović
Vladimir Ćorović (srbsko Владимир Ћоровић), srbski zgodovinar, politik, akademik in pedagog, * 27. oktober 1885, Mostar, † 12. april 1941, nad Grčijo.
Ćorović je bil rektor Univerze v Beogradu v letih 1934−1936.